# 聖米格爾杜瓜馬

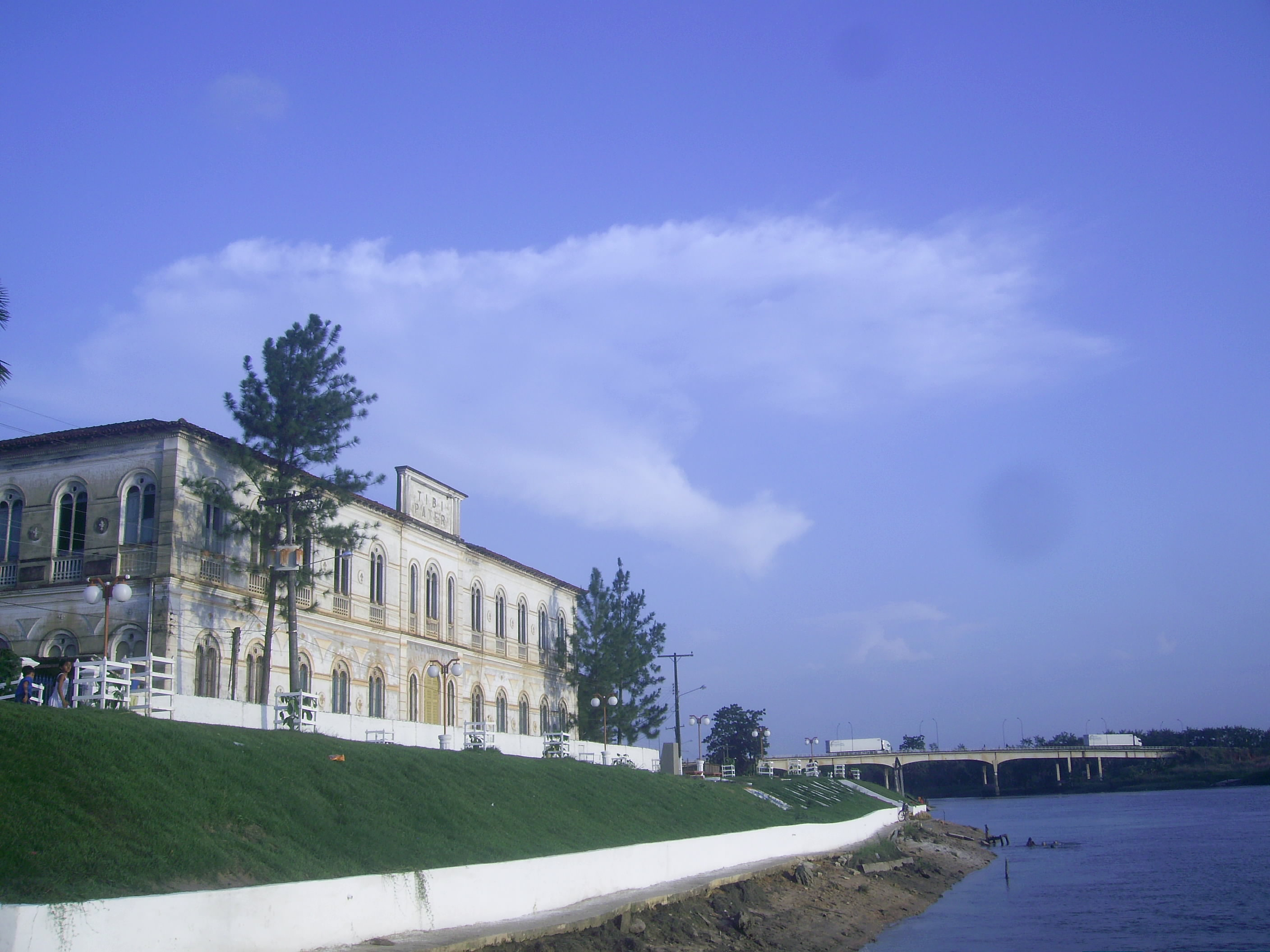
聖米格爾杜瓜馬

聖米格爾杜瓜馬（葡萄牙語：São Miguel do Guamá），是巴西的城鎮，位於該國北部，由帕拉州負責管轄，始建於1758年10月31日，面積1,110平方公里，海拔高度10米，2010年人口51,527，人口密度每平方公里46.41人。